# 50S

Estructura tridimensional de la subunitat 50S de Haloarcula marismortui. Les proteïnes es mostren en blau i les dues cadenes d'ARN en taronja i groc. La petita zona verda del centre de la subunitat és el centre actiu.

La subunitat 50S és la més gran de les subunitats del ribosoma dels procariotes, 70S. Inclou l'ARN ribosomal 5S i l'ARN ribosomal 23S.

## Estructura
La subunitat 50S, a grans trets equivalent a la subunitat ribosòmica 60S de les cèl·lules eucariotes, és la subunitat gran del ribosoma dels procariotes. Està composta de proteïnes i cadenes simples d'ARN, conegut com a ARN ribosòmic (ARNr). L'ARNr té estructures secundària i terciària, que duen a terme les funcions catalítiques del ribosoma.